# Lisbonne (circonscription électorale)
Pour les articles homonymes, voir Lisbonne (homonymie).
La circonscription électorale de Lisbonne est une circonscription électorale du Portugal, utilisée pour les élections législatives.
Ses frontières correspondent au district du même nom.

## Résultats

### Années 2020

#### 2025
| Parti                                      | Parti                                                   | Voix      | %     | +/-           | Sièges | +/-           |
| ------------------------------------------ | ------------------------------------------------------- | --------- | ----- | ------------- | ------ | ------------- |
|                                            | AD – Coalition PSD/CDS (PPD/PSD.CDS-PP)                 | 362 844   | 29,08 | 1,41          | 15     | 1             |
|                                            | Parti socialiste (PS)                                   | 301 787   | 24,19 | 4,13          | 12     | 3             |
|                                            | Chega (CH)                                              | 266 214   | 21,34 | 3,93          | 11     | 2             |
|                                            | Initiative libérale (IL)                                | 97 200    | 7,79  | 1,05          | 4      | 1             |
|                                            | LIBRE (L)                                               | 87 618    | 7,02  | 1,42          | 3      | 1             |
|                                            | Coalition démocratique unitaire (PCP-PEV)               | 45 452    | 3,64  | 0,18          | 1      | 1             |
|                                            | Bloc de gauche (BE)                                     | 29 959    | 2,40  | 2,67          | 1      | 1             |
|                                            | Personnes–Animaux–Nature (PAN)                          | 23 387    | 1,87  | 0,67          | 1      | en stagnation |
|                                            | Alternative démocratique nationale (ADN)                | 15 454    | 1,24  | 0,24          | 0      | en stagnation |
|                                            | Parti communiste des travailleurs portugais (PCTP/MRPP) | 3 659     | 0,29  | 0,06          | 0      | en stagnation |
|                                            | Volt Portugal (VP)                                      | 3 157     | 0,25  | 0,02          | 0      | en stagnation |
|                                            | Réagir, inclure, recycler (RIR)                         | 2 196     | 0,18  | 0,04          | 0      | en stagnation |
|                                            | Ergue-te (E)                                            | 2 181     | 0,17  | 0,09          | 0      | en stagnation |
|                                            | Nouvelle Droite (ND)                                    | 2 021     | 0,16  | 0,02          | 0      | en stagnation |
|                                            | Parti libéral-social (PLS)                              | 1 901     | 0,15  | Nv.           | 0      | en stagnation |
|                                            | Parti populaire monarchiste (PPM)                       | 939       | 0,08  | N/A           | 0      | en stagnation |
|                                            | Ensemble pour le peuple (JPP)                           | 820       | 0,07  | en stagnation | 0      | en stagnation |
|                                            | Nous, citoyens ! (NC)                                   | 756       | 0,06  | Abs.          | 0      | en stagnation |
|                                            |                                                         |           |       |               |        |               |
| Suffrages exprimés                         | Suffrages exprimés                                      | 1 247 545 | 97,88 |               |        |               |
| Votes blancs                               | Votes blancs                                            | 16 155    | 1,26  |               |        |               |
| Votes invalides                            | Votes invalides                                         | 10 861    | 0,85  |               |        |               |
| Total                                      | Total                                                   | 1 274 521 | 100   | –             | 48     | en stagnation |
| Abstentions                                | Abstentions                                             | 639 493   | 33,41 |               |        |               |
| Inscrits/Participation                     | Inscrits/Participation                                  | 1 914 014 | 66,59 |               |        |               |
|                                            |                                                         |           |       |               |        |               |
| Source: Commission nationale des élections |                                                         |           |       |               |        |               |

| - Joaquim Miranda - Miguel Martinez de Castro - Regina Pinto - Manuel Mateus - Sandra de Sequeiros - Alexandre da Silva - João Mario da Cunha | - Cristina Rodrigues - Bruno Pedrosa - João Vila Viçosa - Margarida de Moura - Marco Claudino - Antonio Rodrigues - Ana Isabel Marques |

| - Mariana Vieira - Miguel Pardal - Edite Santos - Frederico Branco - Pedro Amaro - Isabel Mayer | - Ricardo Monteiro - Eva Cruzeiro - Miguel Pires - Ana Paula Mata - André dos Santos - Davide Santos |

| - André Ventura - Rui Duque - Marta Martins - Pedro de Andrade - Ricardo Pinto - Felicidade da Silva | - Bruno Nunes - José Barreira - Patricia Morgado - Madalena Cordeiro - Rui Candeias |

#### 2024
| Parti                                      | Parti                                                   | Voix      | %     | +/-           | Sièges | +/-           |
| ------------------------------------------ | ------------------------------------------------------- | --------- | ----- | ------------- | ------ | ------------- |
|                                            | Parti socialiste (PS)                                   | 365 937   | 28,36 | 13,24         | 15     | 6             |
|                                            | Alliance démocratique (AD) (PSD-PP-PPM)                 | 356 973   | 27,67 | 1,39          | 14     | 1             |
|                                            | Chega (CH)                                              | 224 642   | 17,41 | 9,49          | 9      | 5             |
|                                            | Initiative libérale (IL)                                | 86 963    | 6,74  | 1,32          | 3      | 1             |
|                                            | Libre (L)                                               | 72 259    | 5,60  | 3,11          | 2      | 1             |
|                                            | Bloc de gauche (BE)                                     | 65 365    | 5,07  | 0,26          | 2      | en stagnation |
|                                            | Coalition démocratique unitaire (CDU)                   | 49 267    | 3,82  | 1,34          | 2      | en stagnation |
|                                            | Personnes–Animaux–Nature (PAN)                          | 32 825    | 2,54  | 0,51          | 1      | en stagnation |
|                                            | Alternative démocratique nationale (ADN)                | 19 087    | 1,48  | 1,20          | 0      | en stagnation |
|                                            | Parti communiste des travailleurs portugais (PCTP/MRPP) | 4 463     | 0,35  | 0,07          | 0      | en stagnation |
|                                            | Volt Portugal (VP)                                      | 2 962     | 0,23  | 0,11          | 0      | en stagnation |
|                                            | Réagir, inclure, recycler (RIR)                         | 2 846     | 0,22  | 0,04          | 0      | en stagnation |
|                                            | Nouvelle Droite (ND)                                    | 2 370     | 0,18  | Nv.           | 0      | en stagnation |
|                                            | Parti travailliste portugais (PTP)                      | 1 323     | 0,10  | 0,06          | 0      | en stagnation |
|                                            | Alternative 21 (MPT-A)                                  | 1 151     | 0,09  | 0,10          | 0      | en stagnation |
|                                            | Ergue-te (E)                                            | 1 001     | 0,08  | 0,01          | 0      | en stagnation |
|                                            | Ensemble pour le peuple (JPP)                           | 847       | 0,07  | en stagnation | 0      | en stagnation |
|                                            |                                                         |           |       |               |        |               |
| Suffrages exprimés                         | Suffrages exprimés                                      | 1 290 281 | 97,78 |               |        |               |
| Votes blancs                               | Votes blancs                                            | 15 712    | 1,19  |               |        |               |
| Votes nuls                                 | Votes nuls                                              | 13 568    | 1,03  |               |        |               |
| Total                                      | Total                                                   | 1 319 561 | 100   | -             | 48     | en stagnation |
| Abstention                                 | Abstention                                              | 595 726   | 31,10 |               |        |               |
| Inscrits/Participation                     | Inscrits/Participation                                  | 1 915 287 | 68,90 |               |        |               |
|                                            |                                                         |           |       |               |        |               |
| Source: Commission nationale des élections |                                                         |           |       |               |        |               |

| - Pedro Delgado Alves - Maria Begonha - Ana Bernardo - Miguel Cabrita - Edite Estrela - Ricardo Lima - Fernando Medina - Isabel Moreira | - Marcos Perestrello - Carlos Pereira - Sergio Sousa Pinto - André Rijo - Mariana Vieira da Silva - Marta Temido - Pedro Vaz |

| - João Vale e Azevedo - Marco Claudino - Alexandre Homem Cristo - Gonçalo Lage - Ana Paula Martins - Luís Montenegro - Luis Newton | - Sandra Pereira - Eva Bras Pinho - Alexandre Poço - Margarida Saavedra - Joaquim Miranda Sarmento - Bruno Ventura |

| - Madalena Cordeiro - Bruno Nunes - Pedro Pessanha - Ricardo Dias Pinto - Marta Martins da Silva | - José Marreira Soares - Rui Paulo Sousa - André Ventura - Felicidade Vital |

#### 2022
| Parti                                      | Parti                                                   | Voix      | %     | +/-           | Sièges | +/-           |
| ------------------------------------------ | ------------------------------------------------------- | --------- | ----- | ------------- | ------ | ------------- |
|                                            | Parti socialiste (PS)                                   | 483 034   | 41,60 | 3,47          | 21     | 1             |
|                                            | Parti social-démocrate (PPD/PSD)                        | 285 646   | 24,60 | 1,15          | 13     | 1             |
|                                            | Initiative libérale (IL)                                | 93 567    | 8,06  | 5,50          | 4      | 3             |
|                                            | Chega (CH)                                              | 92 001    | 7,92  | 5,84          | 4      | 3             |
|                                            | Coalition démocratique unitaire (CDU)                   | 59 899    | 5,16  | 2,92          | 2      | 2             |
|                                            | Bloc de gauche (BE)                                     | 55 802    | 4,81  | 5,27          | 2      | 3             |
|                                            | Libre (L)                                               | 28 854    | 2,49  | 0,34          | 1      | en stagnation |
|                                            | Personnes–Animaux–Nature (PAN)                          | 23 577    | 2,03  | 2,54          | 1      | 1             |
|                                            | CDS – Parti populaire (CDS-PP)                          | 19 558    | 1,68  | 2,88          | 0      | 2             |
|                                            | Parti communiste des travailleurs portugais (PCTP/MRPP) | 4 924     | 0,42  | 0,42          | 0      | en stagnation |
|                                            | Alternative démocratique nationale (ADN)                | 3 208     | 0,28  | 0,10          | 0      | en stagnation |
|                                            | Réagir, inclure, recycler (RIR)                         | 3 028     | 0,26  | 0,17          | 0      | en stagnation |
|                                            | Parti de la Terre (MPT)                                 | 1 489     | 0,13  | 0,13          | 0      | en stagnation |
|                                            | Mouvement Alternative socialiste (MAS)                  | 1 423     | 0,12  | en stagnation | 0      | en stagnation |
|                                            | Volt Portugal (VP)                                      | 1 360     | 0,12  | Nv.           | 0      | en stagnation |
|                                            | Nous, citoyens ! (NC)                                   | 882       | 0,08  | 0,28          | 0      | en stagnation |
|                                            | Ensemble pour le peuple (JPP)                           | 820       | 0,07  | Abs.          | 0      | en stagnation |
|                                            | Ergue-te (E)                                            | 818       | 0,07  | 0,38          | 0      | en stagnation |
|                                            | Alliance (A)                                            | 747       | 0,06  | 1,25          | 0      | en stagnation |
|                                            | Parti travailliste portugais (PTP)                      | 486       | 0,04  | 0,07          | 0      | en stagnation |
|                                            |                                                         |           |       |               |        |               |
| Suffrages exprimés                         | Suffrages exprimés                                      | 1 161 123 | 98,24 |               |        |               |
| Votes blancs                               | Votes blancs                                            | 11 918    | 1,01  |               |        |               |
| Votes nuls                                 | Votes nuls                                              | 8 820     | 0,75  |               |        |               |
| Total                                      | Total                                                   | 1 181 861 | 100   | -             | 48     | en stagnation |
| Abstention                                 | Abstention                                              | 738 097   | 38,44 |               |        |               |
| Inscrits/Participation                     | Inscrits/Participation                                  | 1 919 958 | 61,56 |               |        |               |
|                                            |                                                         |           |       |               |        |               |
| Source: Commission nationale des élections |                                                         |           |       |               |        |               |

| - Pedro Delgado Alves - Susana Amador - Ana Sofia Antunes - Miguel Cabrita - Pedro Cegonho - Duarte Cordeiro - Antonio Costa - Edite Estrela - Romualda Fernandes - Graça Fonseca - Maria de Fatima Fonseca | - João Galamba - Rita Madeira - Miguel Matos - Fernando Medina - Sergio Monte - Isabel Moreira - Marco Perestrello - Sergio Sousa Pinto - Maria da Luz Rosinha - Mariana Vieira da Silva |

| - Maria Emilia Apolinario - Ricardo Baptista Leite - Joana Barata Lopes - Lina Lopes - Isabel Meirelles - Duarte Pacheco - Alexandre Poço | - Antonio Prôa - Pedro Roque - Tiago Moreira de Sá - Joaquim Miranda Sarmento - José Silvano - Alexandre Simões |

### Années 2010

#### 2019
| Parti                                      | Parti                                              | Voix      | %     | +/-  | Sièges | +/-           |
| ------------------------------------------ | -------------------------------------------------- | --------- | ----- | ---- | ------ | ------------- |
|                                            | Parti socialiste (PS)                              | 404 015   | 38,13 | 3,41 | 20     | 2             |
|                                            | Parti social-démocrate (PPD/PSD)                   | 248 510   | 23,45 | N/A  | 12     | 1             |
|                                            | Bloc de gauche (BE)                                | 106 793   | 10,08 | 1,19 | 5      | en stagnation |
|                                            | Coalition démocratique unitaire (CDU)              | 85 660    | 8,08  | 2,11 | 4      | 1             |
|                                            | Personnes–Animaux–Nature (PAN)                     | 48 440    | 4,57  | 2,54 | 2      | 1             |
|                                            | CDS – Parti populaire (CDS-PP)                     | 48 367    | 4,56  | N/A  | 2      | 3             |
|                                            | Initiative libérale (IL)                           | 27 090    | 2,56  | Nv.  | 1      | 1             |
|                                            | Libre (L)                                          | 22 738    | 2,15  | 0,83 | 1      | 1             |
|                                            | Chega (CH)                                         | 22 028    | 2,08  | Nv.  | 1      | 1             |
|                                            | Alliance (A)                                       | 13 860    | 1,31  | Nv.  | 0      | en stagnation |
|                                            | Parti communiste des travailleurs portugais (PCTP) | 8 923     | 0,84  | 0,16 | 0      | en stagnation |
|                                            | Parti national rénovateur (PNR)                    | 4 811     | 0,45  | 0,20 | 0      | en stagnation |
|                                            | Réagir, inclure, recycler (RIR)                    | 4 525     | 0,43  | Nv.  | 0      | en stagnation |
|                                            | Parti de la Terre (MPT)                            | 2 776     | 0,26  | 0,20 | 0      | en stagnation |
|                                            | Nous, citoyens ! (NC)                              | 2 703     | 0,36  | 0,02 | 0      | en stagnation |
|                                            | Parti uni des retraités (PURP)                     | 2 101     | 0,20  | 0,16 | 0      | en stagnation |
|                                            | Parti populaire monarchiste (PPM)                  | 1 946     | 0,18  | 0,07 | 0      | en stagnation |
|                                            | Parti démocratique républicain (PDR)               | 1 881     | 0,18  | 0,74 | 0      | en stagnation |
|                                            | Mouvement Alternative socialiste (MAS)             | 1 243     | 0,12  | N/A  | 0      | en stagnation |
|                                            | Parti travailliste portugais (PTP)                 | 1 163     | 0,11  | N/A  | 0      | en stagnation |
|                                            |                                                    |           |       |      |        |               |
| Suffrages exprimés                         | Suffrages exprimés                                 | 1 059 573 | 96,39 |      |        |               |
| Votes blancs                               | Votes blancs                                       | 23 683    | 2,15  |      |        |               |
| Votes nuls                                 | Votes nuls                                         | 15 998    | 1,46  |      |        |               |
| Total                                      | Total                                              | 1 099 254 | 100   | -    | 48     | 1             |
| Abstention                                 | Abstention                                         | 818 115   | 42,67 |      |        |               |
| Inscrits/Participation                     | Inscrits/Participation                             | 1 917 369 | 57,33 |      |        |               |
|                                            |                                                    |           |       |      |        |               |
| Source: Commission nationale des élections |                                                    |           |       |      |        |               |

| - Pedro Delgado Alves - Susana Amador - Ana Sofia Antunes - Pedro Cegonho - Mário Centeno - Antonio Costa - João Gomes Cravinho - Edite Estrela - Romualda Fernandes - Graça Fonseca | - Maria de Fatima Fonseca - Jorge Lacão - Ricardo Leão - Miguel matos - Isabel Moreira - Marcos Perestrello - Sergio Sousa Pinto - Eduardo Ferro Rodrigues - Maria da Luz Rosinha - Mariana Vieira da Silva |

| - Luís Marques Guedes - Ricardo Baptista Leite - Lina Lopes - isabel Meirelles - Duarte Pacheco - Sandra Pereira | - Pedro Soares Pinto - Alexandre Poço - Pedro Rodrigues - Filipa Roseta - Carlos Silva - José Silvano |

#### 2015
| Parti                                      | Parti                                              | Voix      | %     | +/-   | Sièges | +/-           |
| ------------------------------------------ | -------------------------------------------------- | --------- | ----- | ----- | ------ | ------------- |
|                                            | Portugal en avant (PàF) (PPD/PSD-CDS-PP)           | 399 597   | 35,90 | 14,01 | 18     | 7             |
|                                            | Parti socialiste (PS)                              | 386 437   | 34,72 | 6,04  | 18     | 4             |
|                                            | Bloc de gauche (BE)                                | 125 469   | 11,27 | 5,31  | 5      | 2             |
|                                            | Coalition démocratique unitaire (CDU)              | 113 437   | 10,19 | 0,24  | 5      | en stagnation |
|                                            | Personnes–Animaux–Nature (PAN)                     | 22 628    | 2,03  | 0,52  | 1      | 1             |
|                                            | Libre (L)                                          | 14 687    | 1,32  | Nv.   | 0      | en stagnation |
|                                            | Parti communiste des travailleurs portugais (PCTP) | 11 090    | 1,00  | 0,28  | 0      | en stagnation |
|                                            | Parti démocrate républicain (PDR)                  | 10 250    | 0,92  | Nv.   | 0      | en stagnation |
|                                            | Parti national rénovateur (PNR)                    | 7 187     | 0,65  | 0,13  | 0      | en stagnation |
|                                            | Parti de la Terre (MPT)                            | 5 079     | 0,46  | 0,09  | 0      | en stagnation |
|                                            | AGIR (PTP-MAS)                                     | 5 039     | 0,45  | 0,24  | 0      | en stagnation |
|                                            | Parti uni des retraités (PURP)                     | 4 001     | 0,36  | Nv.   | 0      | en stagnation |
|                                            | Nous, citoyens ! (NC)                              | 3 744     | 0,34  | Nv.   | 0      | en stagnation |
|                                            | Parti populaire monarchiste (PPM)                  | 2 823     | 0,25  | 0,13  | 0      | en stagnation |
|                                            | Ensemble pour le peuple (JPP)                      | 1 561     | 0,14  | Nv.   | 0      | en stagnation |
|                                            |                                                    |           |       |       |        |               |
| Suffrages exprimés                         | Suffrages exprimés                                 | 1 113 029 | 96,61 |       |        |               |
| Votes blancs                               | Votes blancs                                       | 22 185    | 1,93  |       |        |               |
| Votes nuls                                 | Votes nuls                                         | 16 867    | 1,46  |       |        |               |
| Total                                      | Total                                              | 1 152 081 | 100   | -     | 47     | en stagnation |
| Abstention                                 | Abstention                                         | 749 152   | 39,40 |       |        |               |
| Inscrits/Participation                     | Inscrits/Participation                             | 1 901 233 | 60,60 |       |        |               |
|                                            |                                                    |           |       |       |        |               |
| Source: Commission nationale des élections |                                                    |           |       |       |        |               |

| - Sergio de Azevedo - Pedro Passos Coelho - José de Matos Correia - Paula Teixeira da Cruz - Luís Marques Guedes - Joana Barata Lopes - Duarte Pacheco | - Sandra Pereira - Pedro Soares Pinto - Pedro Roque - José de Matos Rosa - Carlos Silva - Odete Silva |

| - Pedro Delgado Alves - Susana Amador - Julio Miranda Calha - Vitalino Canas - Mário Centeno - Antonio Costa - Edite Estrela - Graça Fonseca - Jorge Lacão | - Diogo Leão - Isabel Moreira - Marcos Perestrello - Sergio Sousa Pinto - Joaquim Raposo - Eduardo Ferro Rodrigues - Helena Roseta - Maria da Luz Rosinha - João Soares |

#### 2011
| Parti                                      | Parti                                              | Voix      | %     | +/-  | Sièges | +/-           |
| ------------------------------------------ | -------------------------------------------------- | --------- | ----- | ---- | ------ | ------------- |
|                                            | Parti social-démocrate (PPD/PSD)                   | 399 124   | 35,55 | 9,61 | 18     | 5             |
|                                            | Parti socialiste (PS)                              | 322 034   | 28,68 | 8,89 | 14     | 5             |
|                                            | CDS – Parti populaire (CDS-PP)                     | 161 241   | 14,36 | 3,01 | 7      | 2             |
|                                            | Coalition démocratique unitaire (CDU)              | 111 661   | 9,95  | 0,27 | 5      | en stagnation |
|                                            | Bloc de gauche (BE)                                | 68 874    | 5,96  | 5,22 | 3      | 2             |
|                                            | Personnes–Animaux–Nature (PAN)                     | 16 913    | 1,51  | Nv.  | 0      | en stagnation |
|                                            | Parti communiste des travailleurs portugais (PCTP) | 14 419    | 1,28  | 0,38 | 0      | en stagnation |
|                                            | Mouvement Espoir pour le Portugal (MEP)            | 6 208     | 0,55  | 0,30 | 0      | en stagnation |
|                                            | Parti national rénovateur (PNR)                    | 5 897     | 0,52  | 0,13 | 0      | en stagnation |
|                                            | Parti populaire monarchiste (PPM)                  | 4 270     | 0,38  | 0,09 | 0      | en stagnation |
|                                            | Parti de la Terre (MPT)                            | 4 135     | 0,37  | N/A  | 0      | en stagnation |
|                                            | Parti travailliste portugais (PTP)                 | 2 410     | 0,21  | 0,04 | 0      | en stagnation |
|                                            | Portugal Pro-vie (PPV)                             | 1 990     | 0,18  | Nv.  | 0      | en stagnation |
|                                            | Parti de la Nouvelle Démocratie (PND)              | 1 937     | 0,17  | 0,21 | 0      | en stagnation |
|                                            | Parti ouvrier d'unité socialiste (POUS)            | 1 829     | 0,16  | 0,08 | 0      | en stagnation |
|                                            | Parti humaniste (PH)                               | 1 764     | 0,16  | N/A  | 0      | en stagnation |
|                                            |                                                    |           |       |      |        |               |
| Suffrages exprimés                         | Suffrages exprimés                                 | 1 122 706 | 96,00 |      |        |               |
| Votes blancs                               | Votes blancs                                       | 31 230    | 2,67  |      |        |               |
| Votes nuls                                 | Votes nuls                                         | 15 531    | 1,33  |      |        |               |
| Total                                      | Total                                              | 1 169 467 | 100   | -    | 47     | en stagnation |
| Abstention                                 | Abstention                                         | 713 273   | 37,88 |      |        |               |
| Inscrits/Participation                     | Inscrits/Participation                             | 1 882 740 | 62,12 |      |        |               |
|                                            |                                                    |           |       |      |        |               |
| Source: Commission nationale des élections |                                                    |           |       |      |        |               |

| - Sergio de Azevedo - Ana Sofia Bettencourt - José de Matos Correia - Paula Teixeira da Cruz - Assunção Esteves - Monica Ferro - Joana Barata Lopes - Fernando Nobre - Duarte Pacheco | - Maria José Nogueira Pinto - Paulo Mota Pinto - Pedro Soares Pinto - Antonio Prôa - Antonio Rodrigues - José de Matos Rosa - Carlos Silva - Hélder Sousa Silva - Odete Silva |

| - Pedro Delgado Alves - Vitalino Canas - Miguel Coelho - Alberto Costa - Pedro Farmhouse - Rui Paulo Figueredo - Joge Lacão | - Inês de Medeiros - Isabel Moreira - Marcos Perestrello - Ramos Preto - Eduardo Ferro Rodrigues - Maria de Belém Roseira - Maria Antonia Almeida Santos |

| - Teresa Caeiro - Isabel Galriça Neto - Adolfo Mesquita Nunes - Inês Teotonio Pereira | - José Lino Ramos - João Rebelo - Pedro Mota Soares |